# Diguel
Diguel là một tổng thuộc  Soum (tỉnh) ở tây bắc Burkina Faso. Thủ phủ là thị xã Diguel. Dân số năm 2006 là 9055 người.

## Các thị xã và làng xã
Belem–Balou, Doundoubangou, Kenou, Kouyé, Lassa và Pelem-Pelem.